# Гашинський Аркадій Євгенович
Гашинський Аркадій Євгенович (нар. 29 липня 1920, Мелітополь — 13 грудня 1991, Київ) — український радянський актор театру і кіно, театральний педагог. Народний артист СРСР (1971).

## Життєпис

Могила Аркадія Гашинського

Народився 20 липня 1920 року в Мелітополі. Під час радянсько-німецької війни — учасник фронтової театральної бригади 1-го Українського фронту. У 1945 році закінчив Державний інститут театрального мистецтва імені Анатолія Луначарського в Москві.
У 1948–1990 роках працював у Київському українському драматичному театрі імені Івана Франка, у 1969–1975 роках — викладач його студії. З 1980 року — викладач Київського театрального інституту.
Жив у Києві. Помер 13 грудня 1991 року. Похований у Києві на Байковому кладовищі (ділянка № 52а).

## Творчість
Ролі в театрі:
- Хома («Ой не ходи, Грицю, та й на вечорниці» Старицького);
- Ярослав Мудрий (однойменна драматична поема Кочерги);
- Лаврін Запорожець («Незабутнє» — інсценізація за творами Довженка);
- Гроза («Сторінка щоденника» Корнійчука);
- Мастаков («Старик» Горького);
- Дервіш («У ніч місячного затемнення» Каріма);
- Креонт («Антігона» Софокла);
- Макбет («Макбет» Шекспіра).

Фільмографія:
- «Іван Франко» (1956)
- «300 років тому…» (1956)
- «Кров людська — не водиця» (1960)
- «Дмитро Горицвіт» (1961)
- «Срібний тренер» (1963)
- «Люди не все знають» (1963)
- «Поштовий роман» (1969)
- «Лиха доля» (1969)
- «Для домашнього вогнища» (1970)
- «Рим, 17...» (1972)
- «Як гартувалася сталь» (1972)
- «Новосілля» (1973)
- «Багаття на снігу» (1973)
- «Народжена революцією» (1974)
- «Діаманти для диктатури пролетаріату» (1975)
- «Червоне поле» (1980, Петро Іванович)
- «Стратити не представляється можливим» (1982) та ін.

Озвучування мультфільмів:
- «Пригоди коваля Вакули» (1977, читає тест)
- «Люлька миру» (1979, читає вірші)
- «Золоторогий олень» (1979, читає тест)
- «Дощику, дощику, припусти!» (1982)
- «Весілля Свічки» (1982)
- «Савушкін, який не вірив у чудеса» (1983)
- «Джордано Бруно» (1984)